# Yeardley Smithová
Martha Maria Yeardley Smithová (* 3. července 1964 Paříž) je americká herečka, výtvarnice a spisovatelka. Je hlasem Lízy Simpsonové v americkém animovaném seriálu Simpsonovi.
Smithová se stala herečkou v roce 1982 po absolvování herecké školy. V roce 1984 se přestěhovala do New Yorku, kde se objevila v broadwayské inscenaci hry Toma Stopparda The Real Thing. Ve filmu debutovala v roce 1985 ve snímku Bůh nám pomáhej, následovaly role ve filmech The Legend of Billie Jean a Vzpoura strojů. V roce 1986 se přestěhovala do Los Angeles a přijala stálou roli v televizním seriálu Brothers.
V roce 1987 se Smithová zúčastnila konkurzu do skečů Simpsonových v The Tracey Ullman Show. Smithová se chtěla ucházet o roli Barta Simpsona, ale castingovému režisérovi se zdál její hlas příliš vysoký, a tak byla obsazena do role Bartovy sestry Lízy. V roce 1989 se ze skečů stal samostatný seriál Simpsonovi. Za svou práci na Simpsonových získala Smithová v roce 1992 cenu Primetime Emmy za vynikající hlasový výkon.
Vedle Simpsonových se Smithová objevila v sitcomu Herman's Head jako Louise, opakovaně vystupovala jako Marlene v seriálu Dharma a Greg a jako Penny ve dvou epizodách seriálu Mrtví jako já. Objevila se v několika filmech, například Dobrodruzi z velkoměsta, Just Write, Hračky a Lepší už to nebude. V roce 2004 Smithová vystoupila s off-broadwayskou one-woman show s názvem More v divadle Union Square Theatre v New Yorku. Kromě Simpsonových dabovala Smithová pouze reklamy a film Příběh dinosaura. Smithová hrála v nezávislé romantické komedii Waiting For Ophelia, která měla světovou premiéru na filmovém festivalu ve Phoenixu v dubnu 2009, a byla jejím výkonným producentem.

## Raný život
Smithová se narodila 3. července 1964 v Paříži. Její otec Joseph Smith pracoval pro United Press International v Paříži a přestěhoval se do Washingtonu, v roce 1966, kde se stal prvním oficiálním redaktorem nekrologů deníku The Washington Post. Její matka, Martha Mayorová, pracovala jako konzervátorka papíru ve Freerově a Sacklerově galerii ve Smithsonově institutu. Rodiče Smithové se později rozvedli. Jejím dědečkem z matčiny strany byl historik umění A. Hyatt Mayor a mezi její praprarodiče patřili mořský biolog a zoolog Alpheus Hyatt a umělkyně a sochařka Harriet Randolph Hyattová Mayorová. Z otcovy strany je také neteří politologa, historika a odborníka na latinskoamerická studia Petera H. Smithe. Smithová označila svou rodinu za „vyšší vrstvu a rezervovanou“. V dětství si Smithovou často dobírali kvůli jejímu neobvyklému hlasu: „Od svých šesti let jsem zněla v podstatě stejně. Možná je (můj hlas) teď trochu hlubší.“. Jako herečka debutovala ve hře v šesté třídě.

## Kariéra

### Raná kariéra
Smithová se stala profesionální herečkou v roce 1982 po absolvování dramatické školy. Po účinkování v několika školních hrách nastoupila na stáž do místního divadelního souboru Arena Stage, kde hrála v představení Petr Pan. Poté hrála v několika dalších hrách ve Washingtonu. V roce 1984 se přestěhovala do New Yorku a objevila se v broadwayské inscenaci hry Toma Stopparda The Real Thing po boku Jeremyho Ironse a Glenn Closeové.
První filmová role Smithové přišla ve filmu Bůh nám pomáhej (1985), poté hrála Putterovou ve filmu The Legend of Billie Jean (rovněž 1985). Film nebyl kritikou přijat, ačkoli Smithová „si myslela, že to bude film, který odstartuje mou kariéru. A pak byl v pokladnách asi deset dní před smrtí.“ Po skončení natáčení se znovu zapojila do filmu The Real Thing a pak byla půl roku bez práce. Smithová se obávala, že její kariéra skončila. Následující rok si však zahrála Connie ve filmu Stephena Kinga Vzpoura strojů (1986), přičemž poznamenala, že to byl „opravdu příšerný film, ale měla jsem v něm skvělou roli“.
Smithová se v roce 1986 přestěhovala do Los Angeles s „poloslibem“ role v televizním filmu, po konkurzu však roli dostala jiná herečka. Smithová si uvědomila, „že lidé nemyslí vážně to, co říkají. Není to zlý úmysl. Jen si neuvědomují, jak velký vliv mají na vnímavého herce – a všichni herci jsou vnímaví.“ Od té doby se rozhodla, že si kolem sebe „prostě postaví zeď“, aby se vyrovnala se zklamáním z toho, že nedostala roli. V Los Angeles se Smithová objevila v divadelních představeních Living on Salvation Street, za které dostávala 14 dolarů za každé představení, Boys and Girls/Men and Women a How the Other Half Loves a hrála opakující se roli Louelly Watersové v seriálu Brothers. Ve filmech The Legend of Billie Jean a Ginger Ale Afternoon (1989) se objevila v roli „dívky z přívěsového parku“, o tom, že účinkování v druhém jmenovaném filmu lituje, později hovořila ve své one-woman show More.

### Simpsonovi

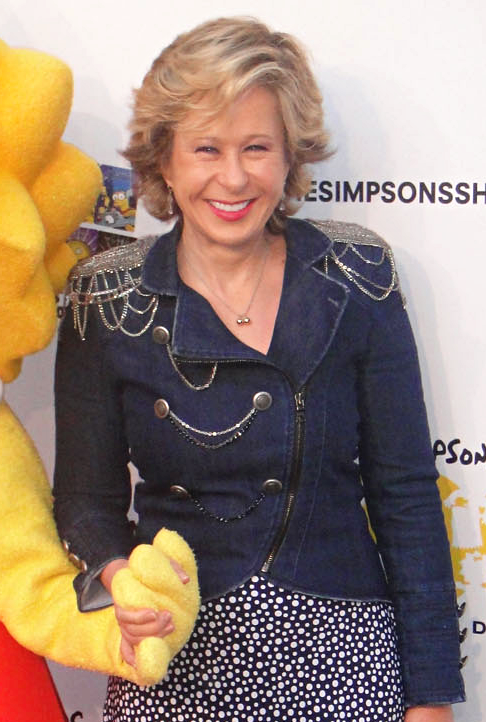
Smithová na maratonu 500. dílu Simpsonových v únoru 2012

Nejdéle ztvárňovanou rolí Smithové hlas Lízy Simpsonové v seriálu Simpsonovi. Lízu namluvila od roku 1987, kdy začala se skeči Simpsonových v pořadu The Tracey Ullman Show. Smithová byla původně požádána, aby se zúčastnila konkurzu na roli Lízina bratra Barta, ale režisérka castingu Bonita Pietilová si myslela, že její hlas je příliš vysoký. Smithová později vzpomínala: „Vždycky jsem zněla příliš jako holka, přečetla jsem dvě věty jako Bart a oni řekli: ‚Díky, že jsi přišla!‘.“. Smithová místo toho dostala roli Lízy. Popírá zvěsti, že roli málem odmítla, i když přiznává, že nikdy neplánovala kariéru dabérky. Pietilová prohlásila, že když ji viděla ve filmu Living on Salvation Street, byla Smithová vždy její preferovanou volbou. Smithová při výkonu role mírně zvedá hlas. Líza je jedinou pravidelnou postavou, kterou Smithová namluvila, ačkoli v některých dřívějších epizodách poskytla některé Maggiiny skřeky a příležitostné mluvené části. Smithová namluvila jiné postavy než Lízu jen ve velmi vzácných případech, přičemž tyto postavy byly obvykle nějakou odvozeninou Lízy, například Líza Bella v dílu Poslední step ve Springfieldu a Líza junior v epizodě Nemožný misionář. Smithová tráví dva dny v týdnu nahráváním seriálu.
Do roku 1998 dostávala Smithová za každou epizodu 30 000 dolarů. Během sporu o plat v roce 1998 společnost Fox pohrozila, že nahradí šest hlavních dabérů novými, a zašla dokonce tak daleko, že se chystala obsadit nové hlasy. Spor se však brzy vyřešil a Smithová dostávala 125 000 dolarů za epizodu až do roku 2004, kdy dabéři požadovali, aby dostávali 360 000 dolarů za epizodu. Problém byl vyřešen o měsíc později a Smithová dostávala 250 000 dolarů za epizodu. Po novém vyjednávání o platech v roce 2008 dostávali dabéři přibližně 400 000 dolarů za epizodu. O tři roky později, kdy společnost Fox hrozila zrušením seriálu, pokud se nesníží náklady na výrobu, Smithová a ostatní dabéři přijali snížení platu o 25 %, tedy na něco málo přes 300 000 dolarů za epizodu.
Navzdory své světoznámé roli je Smithová na veřejnosti poznávána jen zřídka, což jí nevadí: „Je úžasné být uprostřed všeho toho humbuku kolem seriálu a lidí, kteří si seriál tak užívají, a být úplně jako moucha na zdi; lidé mě nikdy nepoznají pouze podle hlasu.“. V rozhovoru pro The Guardian v roce 2009 se vyjádřila: „Je to ta nejlepší práce na světě. Jsem jenom vděčná za to, kolik svobody mi Simpsonovi v životě zajistili.“.
Smithová obdržela v roce 1992 cenu Primetime Emmy, ale měla pocit, že nemá žádnou cenu, a řekla: „Jedna moje část má pocit, že to ani nebyla skutečná Emmy.“. Emmy za vynikající hlasový výkon je cena za kreativní umění, která se neuděluje během televizního vysílání v hlavním vysílacím čase a před rokem 2009 se udělovala v porotě bez nominací. Smithová však uvedla: „Kdybych měla být spojována s jednou postavou ve fikci, vždycky budu nadšená, že to byla Líza Simpsonová.“. Tvůrce seriálu Matt Groening označil Smithovou za velmi podobnou Líze: „Yeardley má silné morální názory na svou postavu. Jsou hlášky, které jsou napsané pro Lízu a které Yeardley čte a říká: ‚Ne, to bych neřekla.‘.“. Scenárista Jay Kogen chválil její výkon v seriálu, zejména v epizodě Cena lásky, jako schopnost „přejít od komedie k něčemu opravdu silnému a vážnému a dramatickému“.

### Další kariéra

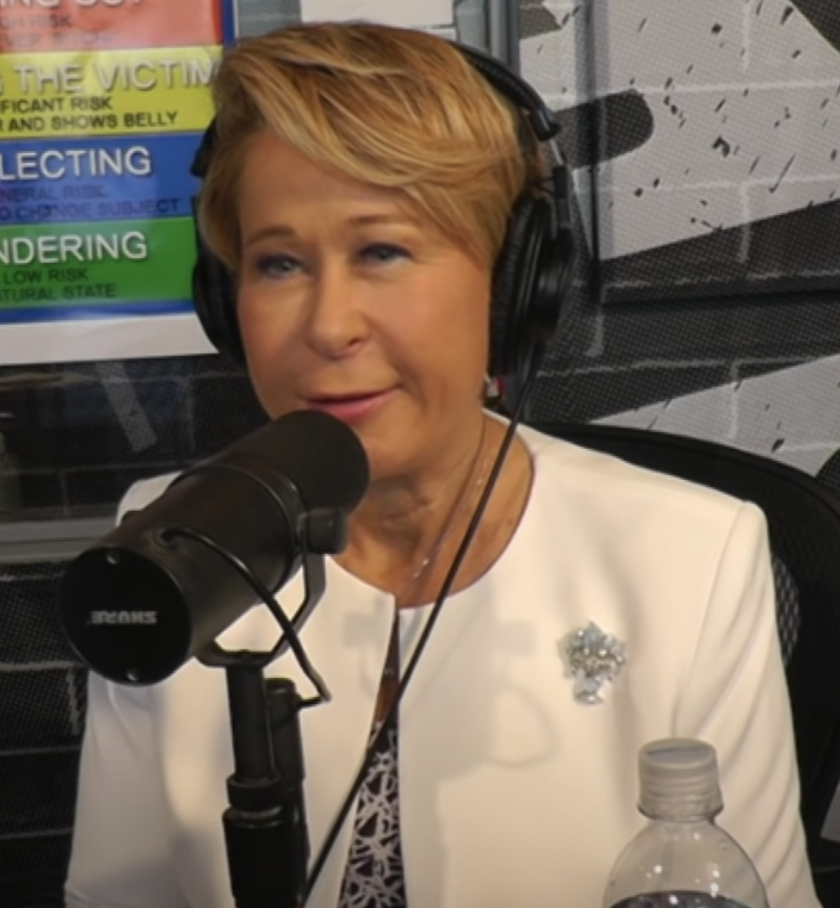
Smithová během rozhovoru v pořadu The Woody Show v roce 2019

V letech 1991–1994 byla Smithová vedle Simpsonových jednou z hlavních představitelek sitcomu Herman's Head v roli Louise. Mezi její další televizní role patří opakované účinkování v roli Marlene v seriálu Dharma a Greg a Penny ve dvou epizodách seriálu Mrtví jako já. Smithová se objevila také v seriálech Phil of the Future a Teen Angel. Její role těhotné pokladní Nancy ve filmu Dobrodruzi z velkoměsta z roku 1991 jí vynesla „více pozornosti než všechny (její) předchozí role dohromady“ a naučila ji, „že je mnohem lepší mít malé role ve velkých filmech, které všichni vidí“. V roce 1997 se objevila jako Lulu, věštkyně z ruky, v nezávislém filmu Just Write. Mezi její další role patří role ve filmech Hračky Barryho Levinsona a As Good as It Gets Jamese L. Brookse. Brooks, jenž je také výkonným producentem Simpsonových, měl Smithovou obsadit do svého filmu I'll Do Anything z roku 1994 (do jednoho z hudebních čísel filmu), ale její role byla vystřižena. Kromě Simpsonových natočila Smithová jen málo hlasových rolí, pouze reklamy a film Příběh dinosaura. „Asi dva roky jsem měla hlasového agenta a pořád jsem chodila (na konkurzy), ale nikdy z toho nic nebylo. Všichni říkali: ‚Yeardley, ty jsi v ústraní.‘, a to rozhodně nebyl ten případ,“ uvedla.
V roce 2004 uvedla Smithová v divadle Union Square Theatre v New Yorku svou vlastní off-broadwayskou one-woman show s názvem More. V režii Judith Iveyové hra pojednává o jejích smíšených pocitech z úspěchu seriálu Simpsonovi, o jejích rodičích, vztazích a boji s bulimií. Kritička The New York Times Margo Jeffersonová ji označila za „přitažlivé, i když příliš dlouhé představení“ a dodala, že „vyprávění o kariéře potřebovalo zkrátit. To by si vyžádalo jisté úpravy a revize, ale nezkazilo by to nejlepší části More. Je osvěžující slyšet celebritu mluvit čistě o tom, že ji sláva poháněla a že nezískala titul ani takovou slávu, po jaké toužila. Je zábavné sledovat, jak zkušená herečka naplno využívá svého řemesla.“ Hru později hrála tři týdny v Los Angeles následujícího roku.
Smithová hrála hlavní roli a byla výkonnou producentkou nezávislé romantické komedie Waiting for Ophelia, která byla uvedena do kin v roce 2009. Film, jnjž apsal Adam Carl na základě divadelní hry, kterou napsal v roce 2003, financovala. Řekla k tomu: „Moc se mi to líbilo. Takové role jsem nikdy nedostala. Vždycky hraju kamarádku kamarádky, nikdy ne hlavní roli. A scénář mě překvapil.“. Carl prohlásil, že je velmi nepravděpodobné, že by se jí peníze vrátily, ale Smithová se rozhodla, že „v tento projekt věří a moje očekávání se naplnila už tím, že jsem film natočila“, a dodala: „Umění můžete podpořit, i když nevydělá miliardu dolarů.“. Film měl premiéru 4. dubna 2009 na filmovém festivalu ve Phoenixu.
V roce 2011 si Smithová zahrála roli paní Millerové ve filmu The Chaperone po boku Triple H a Ariel Winterové.
V červnu 2016 vydala organizace Human Rights Campaign video k uctění památky obětí střelby v nočním klubu v Orlandu; ve videu Smithová spolu s dalšími vyprávěla příběhy lidí, kteří tam zahynuli. Dne 30. března 2019 získala Smithová v Los Angeles cenu Human Rights Campaign National Leadership Award za svou práci obhájkyně LGBT komunity.
V roce 2017 Smithová založila podcast Small Town Dicks, který se zabývá skutečnými zločiny v malých městech ve Spojených státech. Smithová podcast moderovala společně s herečkou a dlouholetou kamarádkou Zibby Allenovou až do března 2019, kdy na sebe obě podaly žalobu, přičemž Allenová obvinila Smithovou, že ji vytlačila z vlastnických práv a zisku z pořadu.

## Politika
Smithová je celoživotní demokratka. V roce 2018 vyzvala republikána Teda Cruze poté, co hanlivě označil Demokratickou stranu za „stranu Lízy Simpsonové“. Smithová doporučila, aby lidé s odlišnými politickými názory dokázali spolupracovat v oblasti kontroly zbraní, podpory práv homosexuálů a ekologie.

## Osobní život
V roce 1990 se Smithová provdala za anglicko-kanadského herce Christophera Grovea. Rozvedli se v roce 1992 s odvoláním na nesmiřitelné rozdíly. V roce 2002 se provdala za Daniela Ericksona; manželství trvalo šest let a Smithová podala 21. května 2008 žádost o rozvod opět s odvoláním na nesmiřitelné rozdíly. V rozhovoru pro The Daily Targum v roce 1997 Smithová uvedla: „Jsem plachá, ale mám extrovertní osobnost, kterou mohu využít, když potřebuji.“. Dodala, že je „uzavřená“ herečka. V roce 2009 poznamenala: „Lidé mi říkali, že jsem neskromná. Je to pravda, jsem ta nejhorší celebrita na světě. Ale snažím se být lepší.“. Smithová v mládí trpěla bulimií. Poznamenala: „Byla bych z toho sjetá, cítila bych endorfiny a ten skvělý pocit vítězství.“.
Smithová ráda píše a maluje. Během první řady seriálu Herman's Head se Smithová učila malovat tak, že kopírovala jiné umělce. V knize Just Humor Me je povídka Závod, kterou napsala Smithová. Napsala rovněž knihu pro děti I, Lorelei, kterou vydalo nakladatelství HarperCollins v únoru 2009.
V roce 2011 Smithová uvedla na trh řadu dámských bot s názvem Marchez Vous.
Dne 11. června 2022 se Smithová provdala za jednoho ze spolumoderátorů svého podcastu Small Town Dicks, detektiva Dana Grice. Seznámila se s ním, když jí zajišťoval osobní ochranku během jedné akce Simpsonových.